# Lomandra obliqua
Lomandra obliqua är en sparrisväxtart som först beskrevs av Carl Peter Thunberg, och fick sitt nu gällande namn av James Francis Macbride. Lomandra obliqua ingår i släktet Lomandra och familjen sparrisväxter. Inga underarter finns listade i Catalogue of Life.